# Song (utwór)
Song (ang. song czyli pieśń, piosenka) – w polskiej terminologii muzycznej kilka rodzajów piosenek.
1. Piosenka  satyryczna, społeczna lub polityczna. Songi takie są typowe dla kabaretu. Są też wplatane w sztuki teatralne lub są wykonywane przez śpiewaków ulicznych. Przykładem są piosenki z gatunku folk (np. Vana Morrisona) czy z musicali Bertolda Brechta.
2. Motyw muzyczny z muzyki rozrywkowej zapożyczony w jazzie.